# Оогамия
Оога́мия (от др.-греч. ᾠόν — яйцо и γάμος — брак) — вид полового процесса, при котором сливаются резко отличающиеся друг от друга половые клетки — крупная неподвижная яйцеклетка с мелкой, обычно подвижной, мужской половой клеткой (сперматозоидом или спермием).
Оогамия может осуществляться внутри женского организма или вне его (обычно в водной среде). Термин «оогамия» обычно применяют по отношению к растениям и простейшим, хотя и у всех многоклеточных животных половой процесс протекает в форме оогамии.